# Косарек, Адольф
Адольф Ко́серек (чеш.  Adolf Kosárek; 6 января 1830, Гералец, Моравия — 30 октября 1859, Прага) — известный чешский художник-пейзажист и реалист. 

## Жизнь и творчество
А. Косарек рисовать начал ещё в детстве, однако не имел возможности и средств для получения базового художественного образования, да и родители его не хотели, чтобы он становился художником. В виду всех указанных причин, основы рисования Адольф Косарек изучал самостоятельно в редкое свободное время. После получения начального образования он работал клерком, пока его рисунки не были замечены Шварценбергом. Лишь при финансовой поддержке архиепископа Пражского Фридриха Шварценберга и в возрасте более 20-ти лет Косарек поступает в пражскую Академию изобразительных искусств. Был учеником и последователем художественной школы Макса Хаусхофера. Особенно был известен как пейзажист; художник писал свои полотна в позднеромантическом стиле, поздние его работы близки к реалистической живописи. А. Косарек много путешествовал, посетил Баварию, Альпы; в 1856 году — остров Рюген. В конце концов он поселился в пражском районе, известном как Мала-Страна, и открыл свою студию. Он женился на швее. Вскоре после рождения их первого ребенка художник скончался от туберкулёза в возрасте 29 лет.
Многие его работы выставлены в Национальной галерее, в городе Прага.

## Избранные полотна
- Bouře na horách (Буря в горах)
- Před bouří (Перед бурей)
- Selská svatba (Сельская свадьба)
- Česká krajina (Чешский край)
- Horské jezero v bouři (Горное озеро в бурю)
- Stmívání
- Podzimní jitro
- Motiv od Pardubic
- Krajina s čápem
- Rovina pod mraky
- Krajina s větrným mlýnem
- Zimní noc
- Hřbitov u moře
- Osamělá krajina
- Motiv z Kokořínských údolí
- Krajina s poutníky
- Krajina s procesím
- Zimní večer
- Krajina s dřevěným mostem
- Krajina s kaplí
- 1858 — Letní krajina
- Krajina s povozem na úvozové cestě

## Галерея

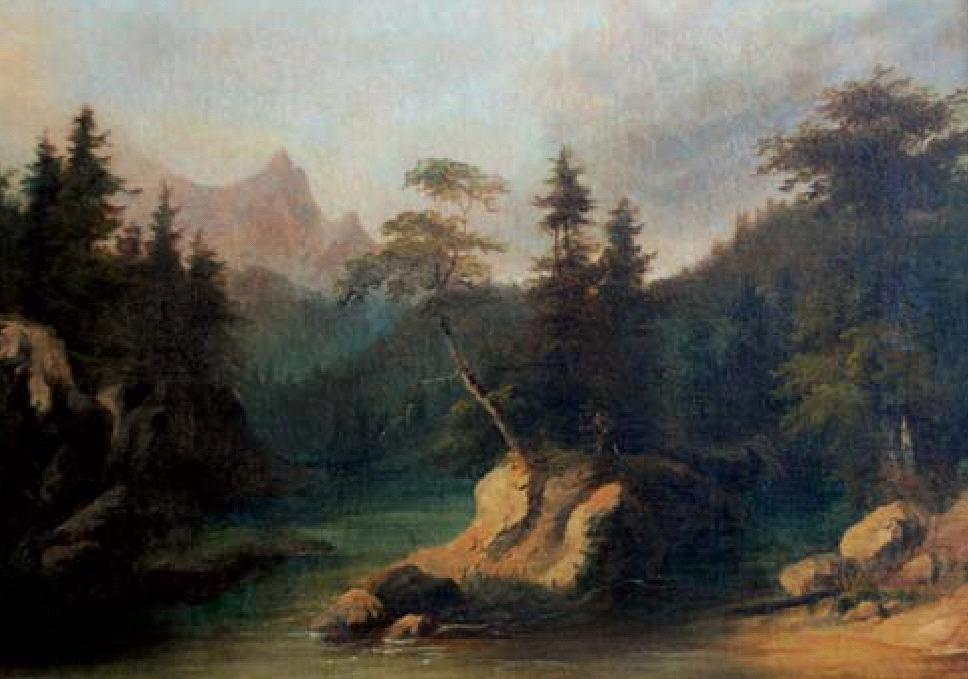
Горный край
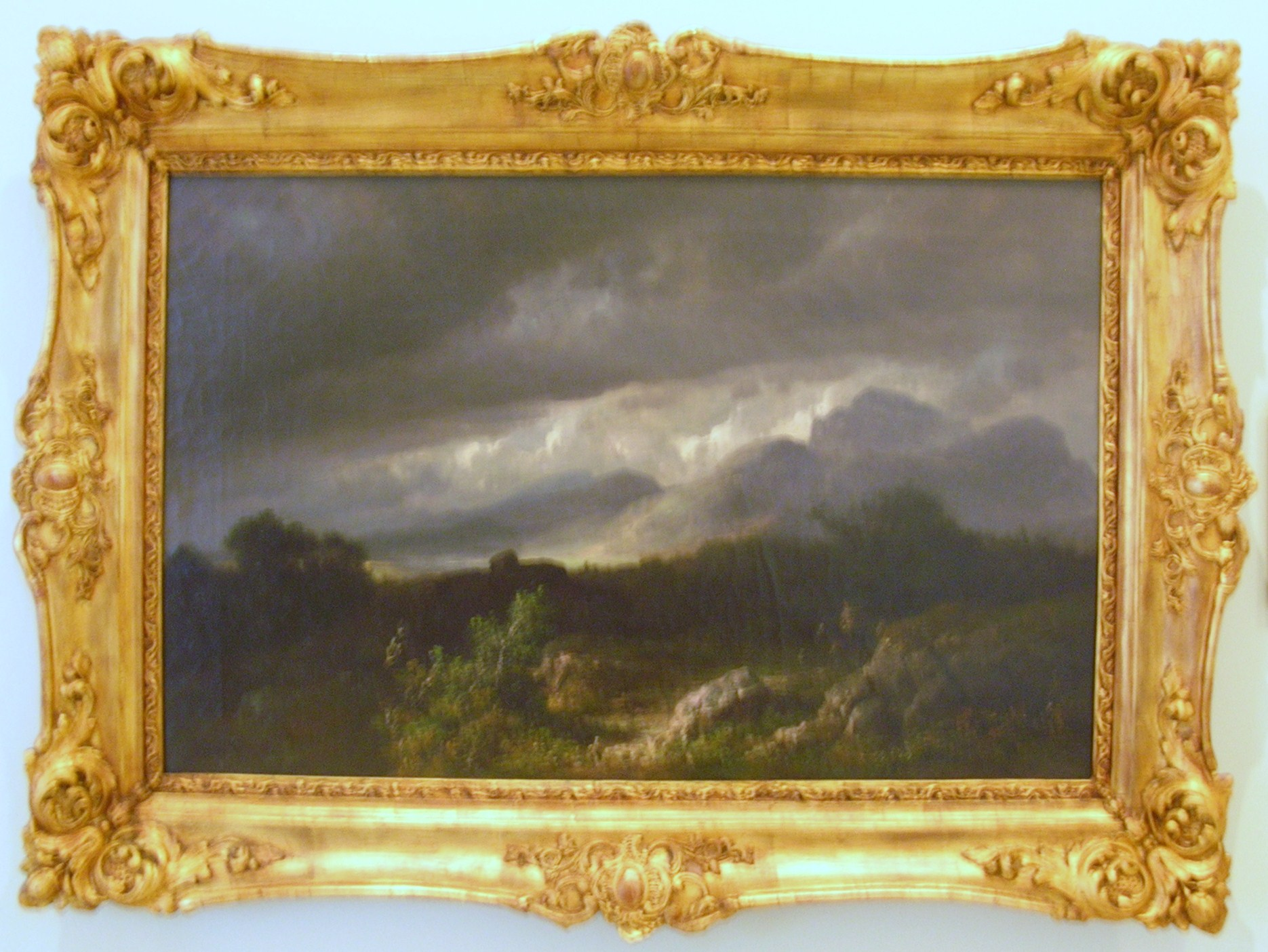
Поле перед бурей (1855)
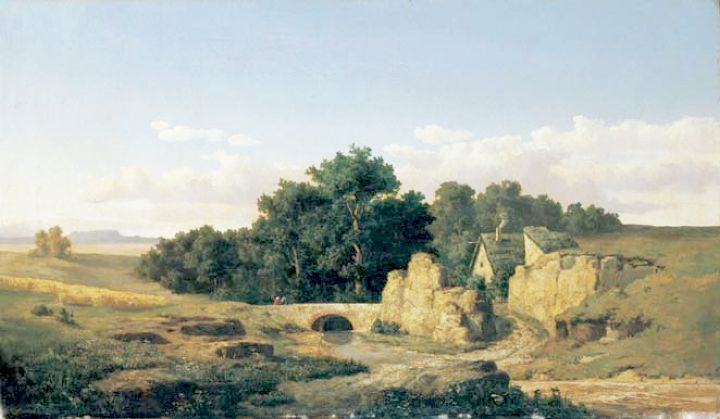
Пейзаж с каменным мостом
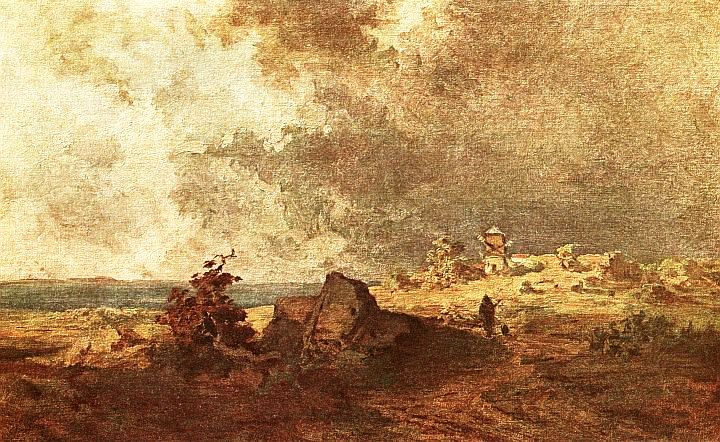
Пейзаж с ветряной мельницей
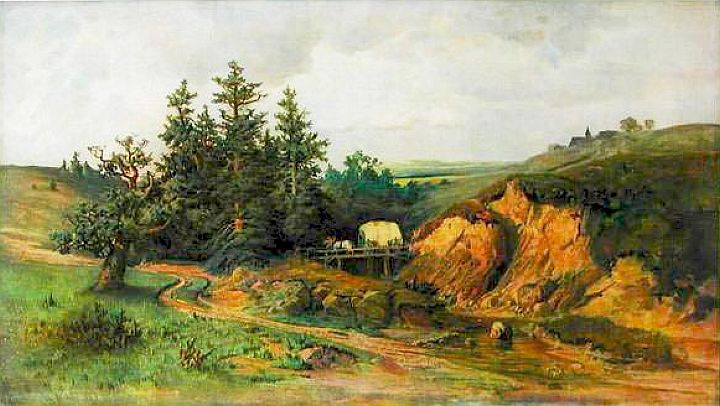
Вид на воз с белой крышей